# Otopharynx lithobates
Otopharynx lithobates là một loài cá thuộc họ Cichlidae. Nó là loài đặc hữu của các đảo của Cape MaClear National Park ở miền nam Lake Malawi.